# Edmontonia
Az Edmontonia a hüllők (Reptilia) osztályának dinoszauruszok öregrendjébe, ezen belül a madármedencéjűek (Ornithischia) rendjének a Nodosauridae családjába tartozó fosszilis nem.

## Rendszerezés
A nembe az alábbi fajok tartoznak:
- Edmontonia rugosidens
- Edmontonia longiceps

## Előfordulása
Az Edmontonia a kréta kor végén, körülbelül 70 millió évvel ezelőtt élt a mai Észak-Amerika területén.
Onnan kapta a nevét, hogy első maradványait Edmontonban fedezték fel, a kanadai Alberta tartományban. Később hasonló fosszíliák kerültek napvilágra Montanában és Texasban, ami azt bizonyítja, hogy elterjedési területe délebbre is húzódott.

## Megjelenése
Az Edmontonia hossza 6,6 méter, magassága 2 méter és testtömege 3 tonna lehetett. A viszonylag kis méretű koponya tetején járulékos csontlemezek voltak, amelyek a felszínükön összecsontosodtak. Ezáltal az állat profilja a juhéhoz hasonlított, és nagyobb szilárdságot, védelmet biztosított. Fogai kanál alakúak voltak, szélük egyenetlen, a fogakat csak egyetlen foggyökér rögzítette a fogmederben. A puha növényi táplálék aprítására voltak alkalmasak. Medencecsontjai különösen erősek voltak, hiszen ezeken tapadtak combizmai, amelyek segítségével az Edmontonia védekező tartásban képes volt erősen megvetni a lábát. Az Edmontonia mellső lába rövid volt, így csak az alacsony növésű növényeket érte el. „Guggoló” tartása megóvta ellenségeitől is, amelyek valószínűleg megpróbálták feldönteni. Az állat tüskéi a bőrből kiálló hegyes, csontos kinövések voltak, amelyek páncélként hatottak. Farka hosszú volt, bunkószerű megvastagodás nélkül. Ez utóbbi rokonára, az Ankylosaurus volt jellemző.

## Életmódja
Az Edmontonia békés, lassú mozgású, növényevő dinoszaurusz volt. Tápláléka levelek és alacsony növésű növények.

## Rokon fajok
Az Edmontonia legközelebbi rokona valószínűleg a Panoplosaurus mirus volt, mindkettő Észak-Amerikában élt és nodosaurida volt.